# Élections municipales de 1983 dans l'Ardèche
Les élections municipales françaises de 1983 ont eu lieu le 6 et 13 mars 1983. Le département de l'Ardèche comptait 339 communes, dont 11 de plus de 3 500 habitants où les conseillers municipaux étaient élus selon un scrutin de liste avec représentation proportionnelle.

## Maires élus
Les maires élus à la suite des élections municipales dans les communes de plus de 3 000 habitants :
| Communes            | Population | Maire élu en 1977  | Parti | Parti | Maire élu         | Parti | Parti |
| ------------------- | ---------- | ------------------ | ----- | ----- | ----------------- | ----- | ----- |
| Annonay             | 19 484     | Jean Parizet       |       | PS    | Régis Perbet      |       | RPR   |
| Aubenas             | 11 543     | Bernard Hugo       |       | RPR   | Bernard Hugo      |       | RPR   |
| Bourg-Saint-Andéol  | 7 400      | Georges Courtial   |       | PS    | Yves Alméras      |       | PS    |
| Guilherand-Granges  | 9 556      | Henri-Jean Arnaud  |       | UDF   | Henri-Jean Arnaud |       | UDF   |
| Privas              | 10 345     | Pierre-Marie Chaix |       | UDF   | Amédée Imbert     |       | UDF   |
| Saint-Péray         | 5 196      | Gérard Mallen      |       | UDF   | Gérard Mallen     |       | UDF   |
| Le Teil             | 8 089      | Étienne Bénistant  |       | UDF   | Robert Chapuis    |       | PS    |
| Tournon-sur-Rhône   | 9 099      | André Tourasse     |       | UDF   | André Tourasse    |       | UDF   |
| Vals-les-Bains      | 3 933      | Paul Ribeyre       |       | UDF   | Jean-Paul Ribeyre |       | UDF   |
| Viviers (Ardèche)   | 3 282      | Christian Lavis    |       | PS    | Christian Lavis   |       | PS    |
| La Voulte-sur-Rhône | 5 297      | Charles Labrouas   |       | PCF   | Claude Laréal     |       | PS    |

### Annonay

#### Résultats
- Premier tour

|              | Liste                         | Nombre de voix | Résultats | Sièges |
| Régis Perbet | Union de l'opposition RPR-UDF | 4 949          | 52,08 %   | 25     |
| Jean Parizet | Majorité PS-PCF               | 4552           | 47,92 %   | 8      |

### Aubenas

#### Résultats
- Premier tour

|                   | Liste                     | Nombre de voix | Résultats |            |
| Bernard Hugo      | Union de l'opposition RPR | 2724           | 48,75 %   | Ballottage |
| Robert Eymery     | Majorité PS-PCF           | 1814           | 32,46 %   | Ballottage |
| Pierre Chastanier | Union de l'opposition UDF | 1049           | 18,79 %   | Ballottage |

- Second tour

|               | Liste                         | Nombre de voix | Résultats | Sièges |
| Bernard Hugo  | Union de l'opposition RPR-UDF | 3 187          | 57,88 %   | 26     |
| Robert Eymery | Majorité PS-PCF               | 2319           | 42,12 %   | 7      |

### Bourg-Saint-Andéol

#### Résultats
- Premier tour

|               | Liste                         | Nombre de voix | Résultats | Sièges |
| Yves Alméras  | Majorité PS-PCF               | 1 885          | 53,60 %   | 23     |
| André Roussel | Union de l'opposition UDF-RPR | 1632           | 46,40 %   | 6      |

### Guilherand-Granges

#### Résultats
- Premier tour

|                   | Liste                         | Nombre de voix | Résultats | Sièges |
| Henri-Jean Arnaud | Union de l'opposition UDF-RPR | 2 845          | 59,25 %   | 23     |
| Robert Charra     | Majorité PS-PCF               | 1957           | 40,75 %   | 6      |

### Privas

#### Résultats
- Premier tour

|                   | Liste                         | Nombre de voix | Résultats | Sièges |
| Amédée Imbert     | Union de l'opposition UDF-RPR | 2 570          | 59,21 %   | 24     |
| Jean-Pierre Viale | Majorité PS-MRG               | 1303           | 30,02 %   | 4      |
| Raymond Cassagne  | PCF                           | 467            | 10,77 %   | 1      |

### Le Teil

#### Résultats
- Premier tour

|                   | Liste                         | Nombre de voix | Résultats |            |
| Robert Chapuis    | Majorité PS                   | 1773           | 39,70 %   | Ballottage |
| Étienne Bénistant | Union de l'opposition UDF-RPR | 1594           | 35,69 %   | Ballottage |
| Marcel Mazel      | PCF                           | 1098           | 24,61 %   | Ballottage |

- Second tour

|                   | Liste                         | Nombre de voix | Résultats | Sièges |
| Robert Chapuis    | Majorité PS-PCF               | 2 741          | 60,51 %   | 24     |
| Étienne Bénistant | Union de l'opposition UDF-RPR | 1789           | 39,49 %   | 5      |

### Vals-les-Bains

#### Résultats
- Premier tour

|                   | Liste                         | Nombre de voix | Résultats |            |
| Jean-Paul Ribeyre | Union de l'opposition UDF-RPR | 1129           | 42,61 %   | Ballottage |
| Patrick Sauzet    | Majorité PS-PCF               | 829            | 31,28 %   | Ballottage |
| Paul Delière      | Union de l'opposition DVD     | 692            | 26,11 %   | Ballottage |

- Second tour

|                   | Liste                         | Nombre de voix | Résultats | Sièges |
| Jean-Paul Ribeyre | Union de l'opposition UDF-RPR | 1 371          | 54,47 %   | 21     |
| Patrick Sauzet    | Majorité PS-PCF               | 1146           | 45,53 %   | 6      |

### Tournon-sur-Rhône|Tournon

#### Résultats
- Premier tour

|                | Liste                         | Nombre de voix | Résultats | Sièges |
| André Tourasse | Union de l'opposition UDF-RPR | 2 498          | 57,43 %   | 23     |
| Louis Gaillard | Majorité PS-PCF               | 1858           | 42,57     | 6      |

### Villeneuve-de-Berg

#### Résultats
- Premier tour

|                | Liste                         | Nombre de voix | Résultats | Sièges |
| Pierre Cornet  | Union de l'opposition UDF-RPR | 615            | 60,12 %   | 19     |
| Maurice Boulle | Majorité PS-PCF               | 408            | 39,88 %   | 0      |